# Izomorfia
Az izomorfia két matematikai struktúrának az a tulajdonsága (kölcsönös viszonya), hogy elemeik a strukturális tulajdonságokat megőrizve egymásra kölcsönösen egyértelműen (bijektíven) leképezhetők. A struktúramegőrző és kölcsönösen egyértelmű (bijektív) leképezést, amely az izomorfia létét bizonyítja, nevezzük izomorfizmusnak.
Szemléletesen ez azt jelenti, hogy a két struktúra „tulajdonképpen” ugyanaz, csak az elemeik másképp vannak elnevezve, jelölve.
Az izomorfia a modern algebra alapvető fogalma. Két halmaz, amelyeken ugyanolyan algebrai struktúra (például csoport, gyűrű stb.) van értelmezve, izomorf, ha megadható a két halmaznak olyan egymásra való kölcsönösen egyértelmű leképezése, amely a struktúra műveleteivel összhangban van.

## Etimológia
Az „izomorf” szó az ógörög ἴσος [iszosz], am. „egyenlő”, és a μορφή [morfé], am. „forma” vagy „alak” szavak összetétele.

## Példák
- Ha adott az {\displaystyle {\bigl (}\mathbb {N} ,+{\bigr )}} struktúra, vagyis a természetes számok halmaza az összeadással, továbbá a {\displaystyle {\big (}2\mathbb {N} ,+{\big )}} struktúra, vagyis a páros természetes számok halmaza az összeadással, akkor az {\displaystyle f:\mathbb {N} \rightarrow 2\mathbb {N} ,f(x):=2x} algebrai leképezés egy izomorfizmus, és így a két struktúra algebrailag izomorf. A leképezés ugyanis 1) kölcsönösen egyértelmű, hiszen minden természetes számnak van kétszerese, mégpedig pontosan egy; továbbá 2) művelettartó, vagyis struktúramegőrző, mert {\displaystyle f(n+m)=2(n+m)=2n+2m=f(n)+f(m).} Tehát az f függvény „megőrzi” a műveletet: ha az egyik struktúrában két elem összege valami, akkor ennek képe a másik struktúrában a két elem képének összege.
- Két csoport, {\displaystyle G} és {\displaystyle G'} izomorf, ha megadható {\displaystyle G}-nek olyan {\displaystyle G'}-re való kölcsönösen egyértelmű leképezése, hogyha {\displaystyle G} a, b és c elemeinek {\displaystyle G'}-ben megfelelő elemeket a', b' és c' jelölik és ab = c, akkor a'b' = c'. Más szóval {\displaystyle G} két eleme szorzatának „képe” {\displaystyle G'}-ben a két elem {\displaystyle G'}-beli „képének” szorzatával egyenlő. Ha a képhalmaz azonos az eredeti halmazzal, az izomorfizmust automorfizmusnak nevezzük.

## Kapcsolódó oldalak
- Gráfizomorfizmus